# Ковачевци (Дервента)
Ковачевци (серб. Ковачевци, хорв. Kovačevci) — населённый пункт (деревня) в общине Дервента, который принадлежит энтитету Республике Сербской, Босния и Герцеговина. По результатам югославской переписи населения 1991 года в Ковачевцах проживало 259 человек.

## Население
В населении деревни преобладают хорваты.
| 1991                           | - | - | - | - | - | - |
| ------------------------------ | - | - | - | - | - | - |
| 259                            | - | - | - | - | - | - |
| Гистограмма динамики населения |   |   |   |   |   |   |

### Национальный состав
1991 год:
- Сербы — 2 человека (0,77 %)
- Хорваты — 247 человек (95,37 %)
- Югославы — 4 человека (1,54 %)
- Мусульмане — 0 человек (0,00 %)
- Другие — 6 человек (2,32 %)